# Calamares fritos

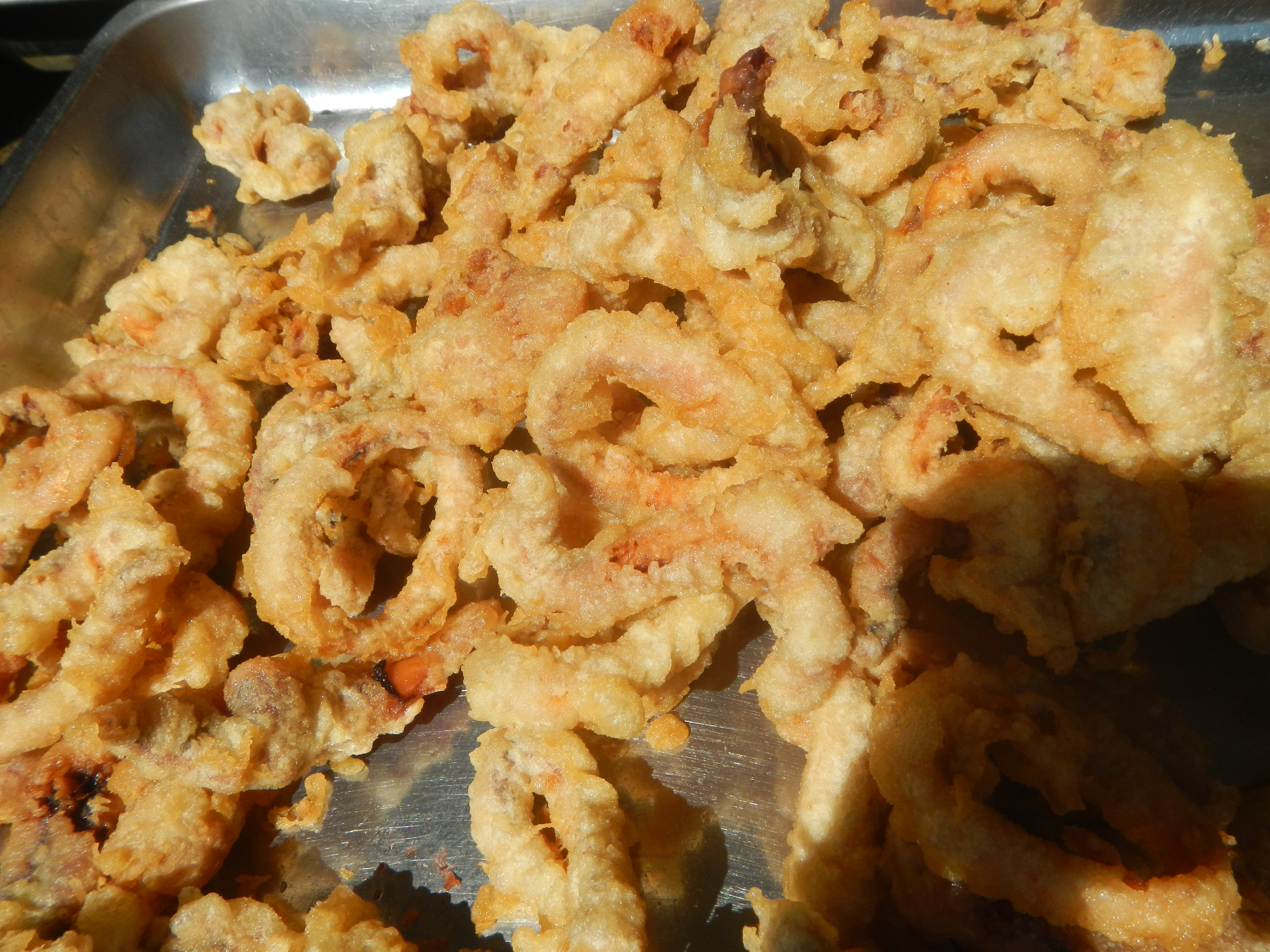

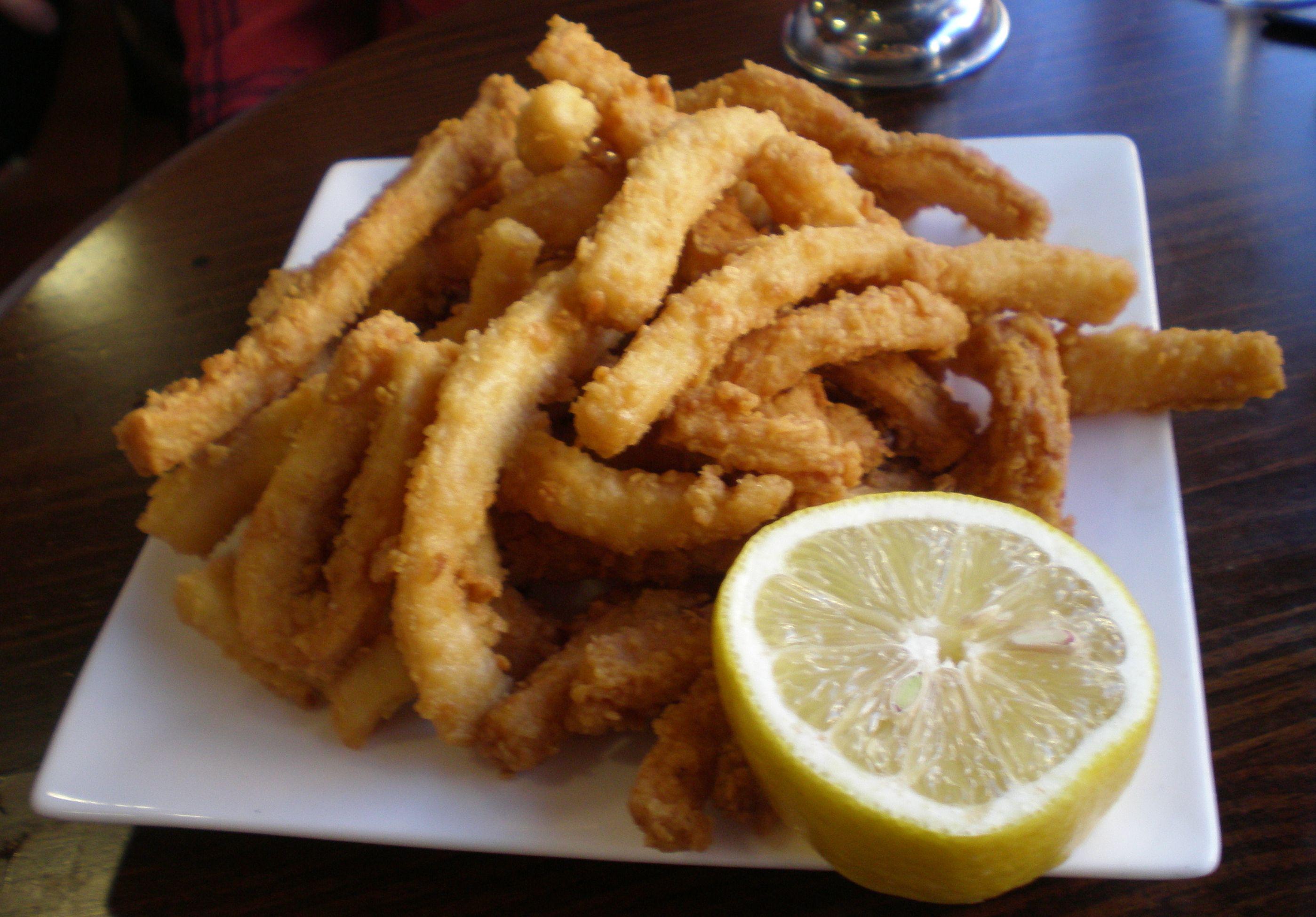

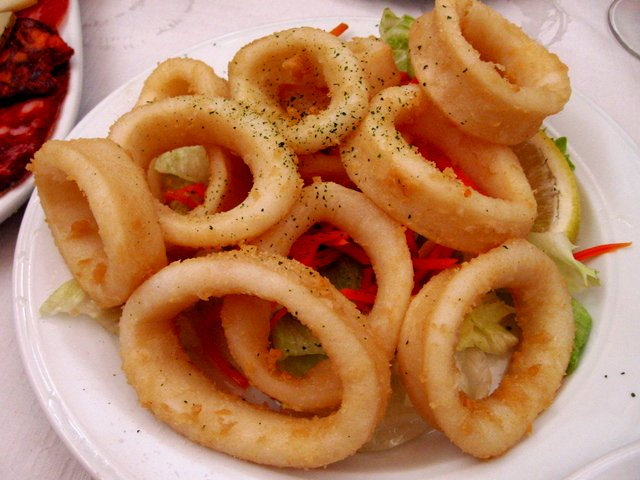

Calamares fritos são um prato típico de diversas gastronomias do mundo, nomeadamente da Turquia, das Filipinas ou da Espanha. Em Portugal, quase invariavelmente, o termo refere-se ao prato espanhol, também conhecido como calamares ou lulas à sevilhana. Consiste em tiras ou aros revestidos de farinha de lulas ou chocos fritos em óleo abundante. Em muitos países, são considerados comida de rua e na Espanha são uma tapa (aperitivo) frequente em muitos bares e restaurantes, principalmente das áreas costeiras.

## Caraterísticas
Geralmente os calamares são inicialmente escaldados durante algum tempo antes de serem fritos, antes de serem cortados em anéis e seren fritos em azeite ou outro óleo vegetal muito quente (geralmente a temperaturas de 160 °C ou superiores). Normalmente são servidos com rodelas de limão e por vezes são servidos em sanduíches (bocadillos). Nos países mediterrânicos é de tal forma popular que é comum encontrar preparados para fritar na zona de congelados da maioria dos supermercados.

## Por país

### Espanha
Em Espanha o prato é conhecido como calamares fritos, calamares à romana, calamares à andaluza ou rabas. Geralmente são servidos como tapa em muitos bares ou como doses de restaurante. À semelhança de muitos outros pratos de marisco, é frequente serem servidos com rodelas de limão para serem esprimidas sobre a dose se o cliente o desejar.
Uma das variantes usa farinha de grão-de-bico como cobertura, que resultam numa textura diferente. Por exemplo, na Cantábria, distinguem-se diversos tipos de rabas (denominação local e da generalidade do norte da Espanha dos calamares fritos), nomeadamente os maganos, rejos ou peludíns (lula-gigante); a variante mais popular destas é o magano, pescado com a arte de pesca tradicional guadañeta (ou potera) co que se pescam cefalópodes com cerca de 12 cm de comprimentos; as rabas deste tipo são denominadas "rabas de magano" ou "rabas brancas".

### Filipinas
Nas Filipinas, os calamares fritos são chamados kalamares ou pritong pusit (literalmente: "calamares fritos" em tagalo). São uma comida de rua popular em todo o país, que se vende acompanhado de molhos, como aioli, maionese ou vinagre picante.[carece de fontes?]

### Outros países
Calamares fritos são comuns a muitos países mediterrânicos, como por exemplo na Turquia, onde são conhecidos como kalamar tava (calamar frito em turco), que geralmente é acompanhado com molho tarator [es], uma variante de molho tártaro.[carece de fontes?]
Noutros países são usualmente servidos como um prato muito similar, mas acomapnhado com molhos locais ou mais populates localmente. Por exemplo, no México é usualmente servido com tabasco ou outros molhos picantes; no Peru é acompanhado com salsa criolla, rocoto e yuca sancochada [es]. Na China é comum o calamar ser picado e coberto com sal e farinha, juntamente com muito pimento.[carece de fontes?]